# 4e British Academy Film Awards
De 4e British Academy Film Awards of BAFTA Awards werden uitgereikt in 1951 voor de films uit 1950.

## Winnaars en genomineerden

### Beste Film
All About Eve
- Intruder in the Dust
- La Beauté du Diable (Belle en het Beest)
- Orphée (Orpheus)
- The Men
- On the Town
- The Asphalt Jungle

### Beste Britse Film
The Blue Lamp
- Chance of a Lifetime
- The Wooden Horse
- Seven Days to Noon
- Morning Departure
- State Secret

### Beste Documentaire
The Undefeated
- Inland Waterways
- Seal Island
- La Vie Commence Demain (Life Begins Tomorrow)
- The Vatican
- Kon-Tiki
- La Montage est Vert (The Mountain is Green)

### VNAward
Intruder in the Dust
- La Montage est Vert (The Mountain is Green)
- The Dividing Line

### Special Award
The True Fact of Japan - This Modern Age
- Scrapbook for 1933
- Sound
- Muscle Beach
- The Magic Canvas
- Medieval Castles
- Les Charmes de L'existence (The Charms of Life)